# Дубинин, Михаил Михайлович
Михаил Михайлович Дуби́нин (19 декабря 1900 (1 января 1901) — 13 июля 1993) — советский, российский физико-химик. Герой Социалистического Труда (13.03.1969). Лауреат двух Сталинских премий. Генерал-майор инженерно-технической службы (18.05.1943).

## Биография
Родился 19 декабря 1900 (1 января 1901) в Москве. Его отец, Дубинин, Михаил Семёнович возглавлял Сокольнический клуб лыжников, принимал участие в создании Московской футбольной лиги и Всероссийского футбольного союза (ВФС); занимался предпринимательской деятельностью, основав совместно с фабрикантом П.Ф. Фёдоровым торговый дом «Федоров П.и Дубинин М.»; был старостой Воскресенского храма в Сокольниках.
До 1918 года учился в Академии коммерческих наук, в 1919 году поступил в Московский Народный Политехникум (на химический факультет). В 1921 году окончил химический факультет МВТУ (ученик Н. А. Шилова) и стал научным сотрудником российского научно-химического института, в котором уже работал лаборантом с 1919 года. В 1921—1927 годах преподавал физику и химию на рабочем факультете МВТУ и, дополнительно, в 1923—1925 годах — на рабочем факультете московского института инженеров транспорта.
В 1923 году стажировался в Берлине, в лаборатории Оствальда.
В 1928 году стал доцентом химического факультета МВТУ; с 1932 года преподавал в Военной академии химической защиты: профессор (с 1933), начальник кафедры химической защиты (1935—1955). В 1943 году ему было присвоено звание генерал-майора-инженера и он был избран действительным членом АН СССР (27 сентября 1943).
В 1946—1950 годах он — президент Всесоюзного химического общества имени Д. И. Менделеева. С 1946 года — заведующий лаборатории сорбционных процессов Института физической химии АН СССР. В 1948—1961 годах — академик-секретарь отделения химических наук АН СССР. При его непосредственном участии были созданы Институт высокомолекулярных соединений и Институт химии силикатов. В 1959 году он организовал при Отделении общей и технической химии АН СССР Комиссию по цеолитам, преобразованную через четыре года в Научный совет АН СССР по синтезу, изучению и применению адсорбентов — около 30 лет был председателем этого совета.
Умер 13 июля 1993 года. Похоронен в Москве на Кунцевском кладбище.

## Научная деятельность
Первая научная работа М. М. Дубинина, написанная под руководством Н. А. Шилова, была посвящена изучению адсорбции электролитов мелко раздробленными металлами (Труды научно-химического института, 1920). Первые самостоятельные научные работы были написаны в 1922—1926 годах. Они были посвящены исследованию кинетики распределения вещества между двумя жидкими фазами и диффузии электролитов в гелях. В конце 1920-х годов приступил к изучению сорбционных явлений и работал в этом направлении всю оставшуюся жизнь. Дубининым было открыто явление обращения адсорбционных рядов в результате молекулярно-ситового действия, образование кислых поверхностных окислов угля.
Крупнейшим научным достижением М. М. Дубинина стала теория объёмного заполнения микропор. В 1947 году вместе с Л. В. Радушкевичем предложил уравнение, известное ныне как уравнение Дубинина—Радушкевича. Исследования 1980-х годов, совместно с профессором Г. Ф. Стёкли, привели к развитию теории и появлению уравнения Дубинина—Стёкли. Дубинину удалось связать представления о пористой структуре адсорбентов с общим учением о кинетике адсорбции.
Сочинения
- Дубинин М. М. Физико-химические основы сорбционной техники. — 2-е изд., перераб. и доп. — М.; Л.: Глав. ред. хим. лит-ры (тип. «Кр. печатник»), 1935. — 536 с.
- Дубинин М. М., Чмутов К. В. Физико-химические основы противогазового дела: Учебное пособие / Военная академия химической защиты РККА имени К. Е. Ворошилова. — М.: ВАХЗ, 1939. — 294 с. — 3000 экз. (Физико-химические основы противогазного дела.)
- Основные работы опубликованы в «Журнале физической химии» (с 1933), «Известиях АН СССР, серия химическая» (с 1946) и в ряде зарубежных журналов.

Главный редактор журнала «Известия АН СССР. Серия химическая» (1948—1987); заместитель редактора журнала «Carbon» (1963—1987). Член Американского общества по углероду.

## Награды и премии
- Герой Социалистического Труда (13 марта 1969)
- 3 ордена Ленина (19 сентября 1953; 13 марта 1969; 17 сентября 1975)
- орден Октябрьской Революции (5 января 1981)
- орден Красного Знамени (20 апреля 1953)
- орден Отечественной войны 1-й степени (11 марта 1985)
- орден Отечественной войны 2-й степени (10 июня 1945)
- 2 ордена Трудового Красного Знамени (17 феврвля 1961; 20 августа 1986)
- 2 ордена Красной Звезды (16 августа 1936; 6 ноября 1947)
- медаль «За боевые заслуги» (3 ноября 1944)
- другие медали
- Сталинская премия II степени (10 апреля 1942) — за научные работы в области химической защиты
- Сталинская премия II степени (1950) — за научные исследования явлений адсорбции и изучение структур сорбентов, опубликованные в журналах: «Доклады Академии наук СССР» и «Журнал физической химии» (1947—1949)